# 陳智軒
陳智軒（Chang Chi Hin Cyrus，1992年12月3日—），香港男子劍擊運動員。

## 簡歷
2014年9月，陳智軒代表中國香港參加南韓仁川舉行的亞運會劍擊比賽，與羅浩天、林衍聰和甄侃斌合作贏得男子佩劍團體賽銅牌。
2015年9月，陳智軒在蒙古舉行的亞洲U23劍擊錦標賽，與羅浩天、鄒澤文和任頌賢合作，拿得男子佩劍團體銀牌。
2017年6月，陳智軒在香港主場舉辦的亞洲劍擊錦標賽中，與林衍聰、何思朗及羅浩天出戰男子佩劍團體賽。他們在八強擊敗日本隊，但在準決賽和名次賽敗給伊朗隊和中國隊，獲得一面銅牌。
2018年8月，陳智軒代表香港參加雅加達亞運會，並與羅浩天、林衍聰、李澤峰聯手，第二次獲得佩劍團體銅牌。